# 가상 86모드
가상 86 모드(Virtual 8086 mode)는 인텔의 i386에서 처음 지원되기 시작한, CPU의 명령 세트 아키텍처(IA-32)의 동작 모드의 하나이다. CPU가 보호 모드로 작동하여 태스크 관리가 이루어질 때, 8086의 코드가 실행되는 가상 머신의 구현을 하드웨어로 지원해주는 것이 그 특징이다.
가상 86 모드의 실행환경은, 보호 모드로 작동하는 가상 86 모니터와, 가상 86모드로 작동하는 가상86 태스크로 구성된다. 
x86 윈도 NT 기반 운영 체제의 NTVDM은 VM86 모드를 사용하기도 하지만 직접 하드웨어에 접근하는 것은 매우 제한되어 있다.

## 같이 보기
- 가상 도스 머신
- IA-32
- x86, x86 어셈블리 언어